# Vincent Gagnier
Vincent Gagnier (ur. 21 lipca 1993 w Victoriaville) – kanadyjski narciarz dowolny, specjalizujący się w konkurencjach slopestyle i big air. W zawodach Puchar Świata zadebiutował 4 marca 2012 roku w Mammoth Mountain, zajmując 55. miejsce w slopestyle'u. Pierwsze pucharowe punkty wywalczył 10 stycznia 2014 w Breckenridge, zajmując czwarte miejsce w tej samej konkurencji. Na podium zawodów tego cyklu po raz pierwszy stanął 12 lutego 2016 roku w Bostonie, gdzie zwyciężył w big air. W zawodach tych wyprzedził dwóch Szwajcarów: Andriego Ragettliego i Jonasa Hunzikera. Nie startował na igrzyskach olimpijskich ani na mistrzostwach świata.

## Osiągnięcia

### Puchar Świata

#### Miejsca w klasyfikacji generalnej
- sezon 2013/2014: 117.
- sezon 2015/2016: 67.
- sezon 2016/2017:

#### Miejsca na podium w zawodach
1. Boston – 12 lutego 2016 (big air) – 1. miejsce